# Massonieae
Massonieae es una tribu de plantas con flores de la familia Asparagaceae.  Es originario de África del sur hasta el Sahara e India.

## Descripción
Se caracterizan por tener  2 o más óvulos por carpelo, elaiosomas en las semillas y números básicos 5 a 10. Los géneros que se incluyen en esta tribu son Daubenya, Drimiopsis, Eucomis, Lachenalia (con 110 especies), Ledebouria (con 80 especies), Massonia, Merwilla, Schizocarphus, Veltheimia y Whiteheadia.